# Rose Hall (Montego Bay)
Rose Hall è una villa georgiana a Montego Bay, Giamaica, famosa per la leggenda della Strega Bianca di Rose Hall.

## Descrizione

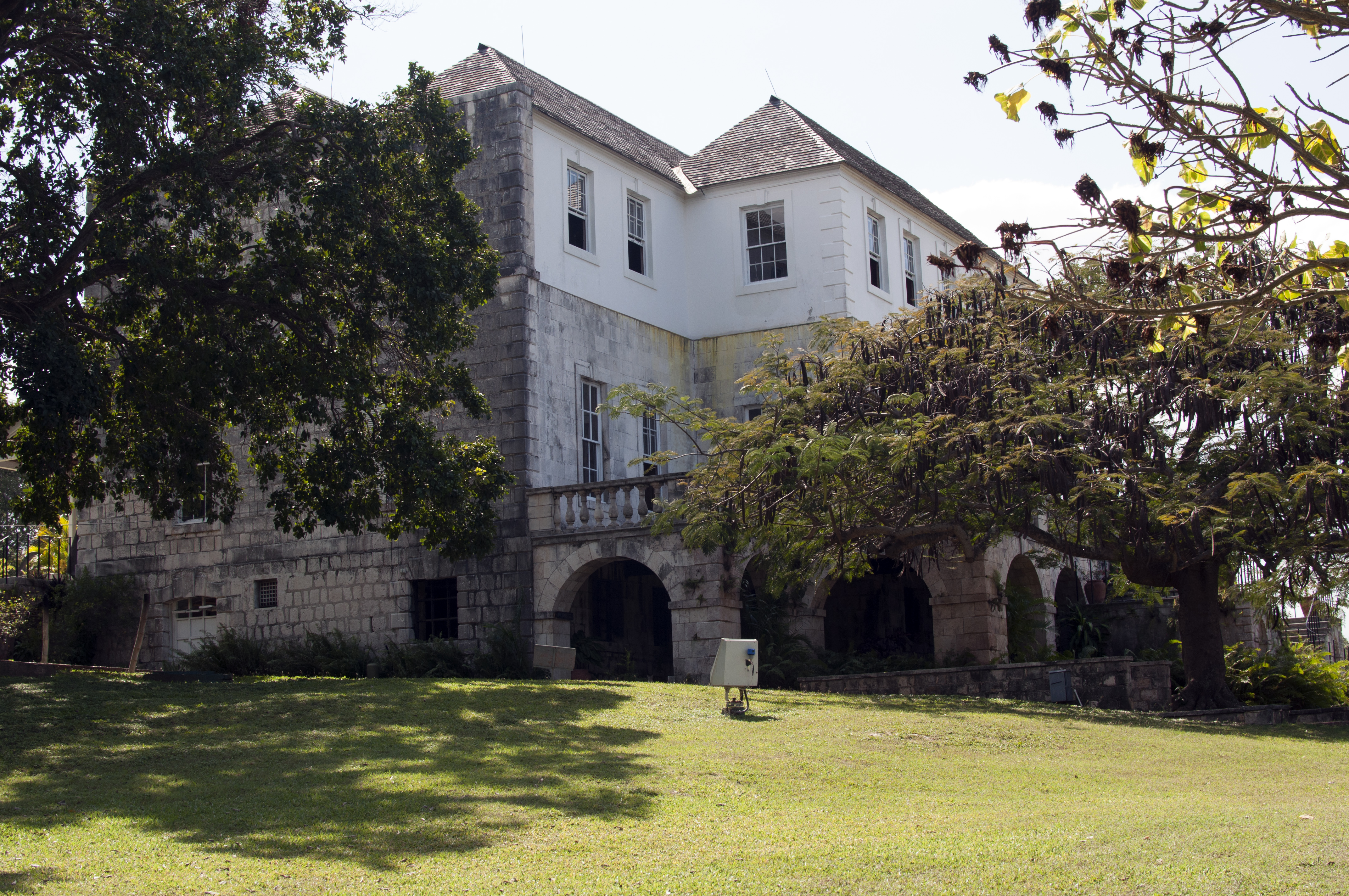
Rose Hall House, Giamaica

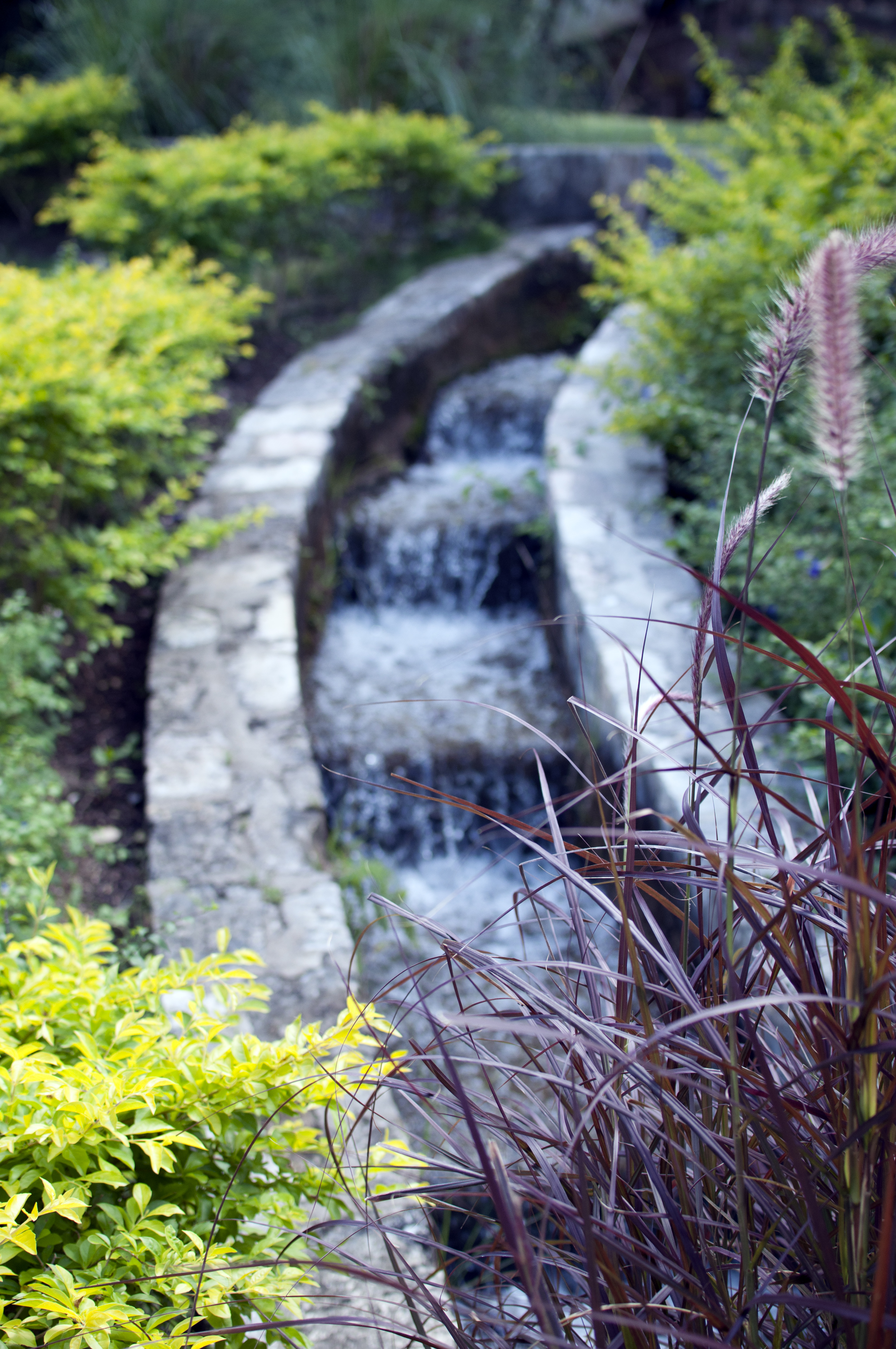
Rose Hall Spillway, Montego Bay: Giamaica

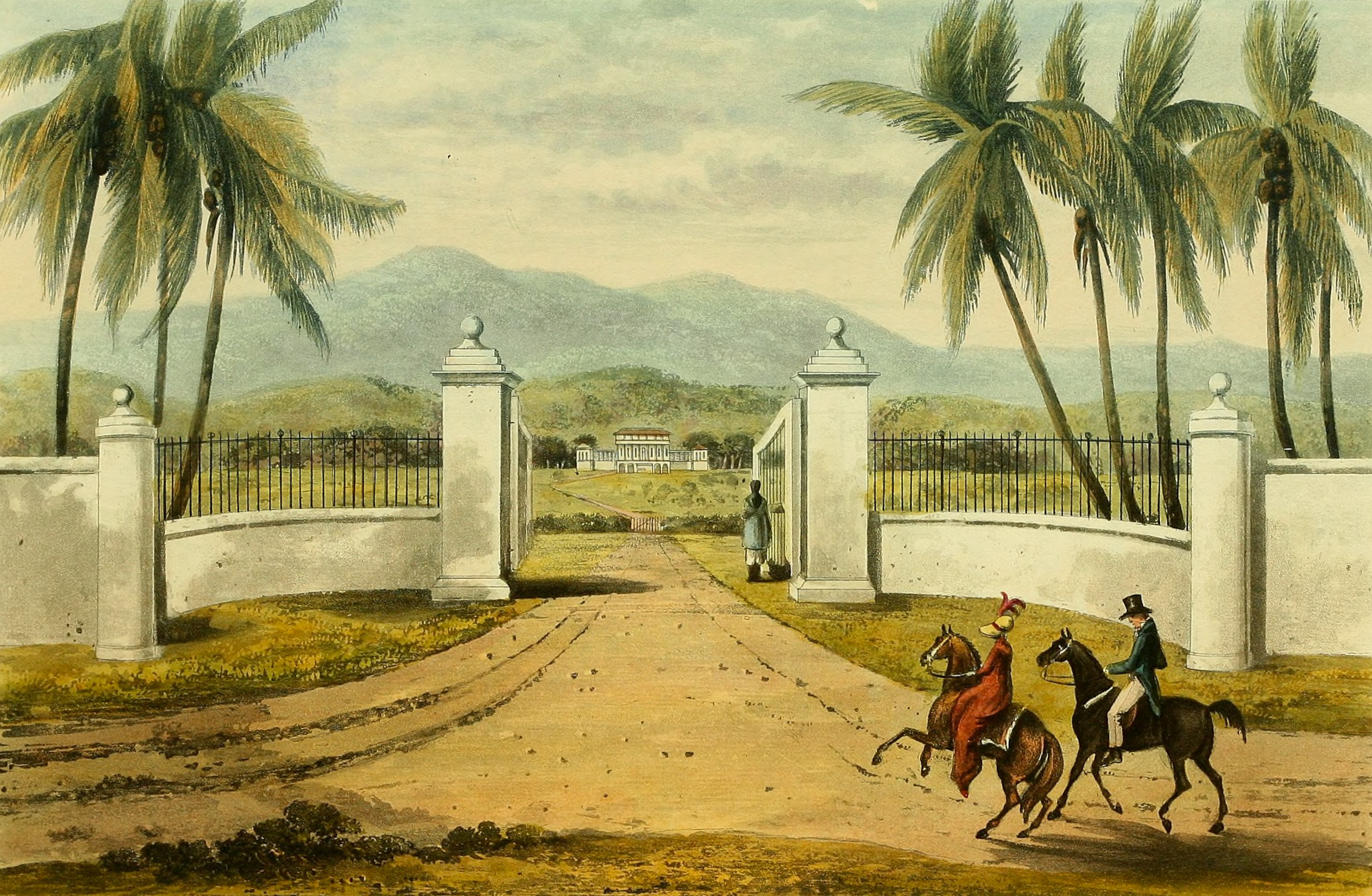
Incisione di James Hakewill A Picturesque Tour of the island of Jamaica, from drawings made in the years 1820 and 1821 (1825)

Rose Hall è ampiamente considerata come una casa visivamente impressionante ed è la più famosa della Giamaica. Si tratta di un palazzo in stile georgiano giamaicano con una base in pietra e un piano superiore intonacato, in alto sulla collina, con una vista panoramica sulla costa. È stata costruita nel 1770 con un costo di circa £ 30.000 e successivamente divenne proprietà di John Palmer.
Hakewill visitò l'edificio e scrisse:
"Si trova ad una deliziosa altitudine e gode di un'ampia vista sul mare. Il suo aspetto generale ha molto del carattere di una bella villa italiana. Una doppia scalinata in pietra conduce ad un portico aperto, che dà accesso alla sala d'ingresso sulla sinistra del quale è la sala da pranzo e sulla destra il salotto, dietro al quale sono altri appartamenti per usi domestici. L'ala destra, dotata di grande eleganza, e arricchita con pitture e dorature, era la camera privata dell'anziana signora Palmer e l'ala sinistra è occupata da appartamenti per la servitù e uffici. La scala principale, nel corpo della casa, è un esemplare di serramento in legno di mogano e altri legni costosi scelti con cura, e porta ad una serie di camere nel piano superiore."
Rose Hall è stata riportata al suo antico splendore con un restauro nel 1960. 

## Leggenda

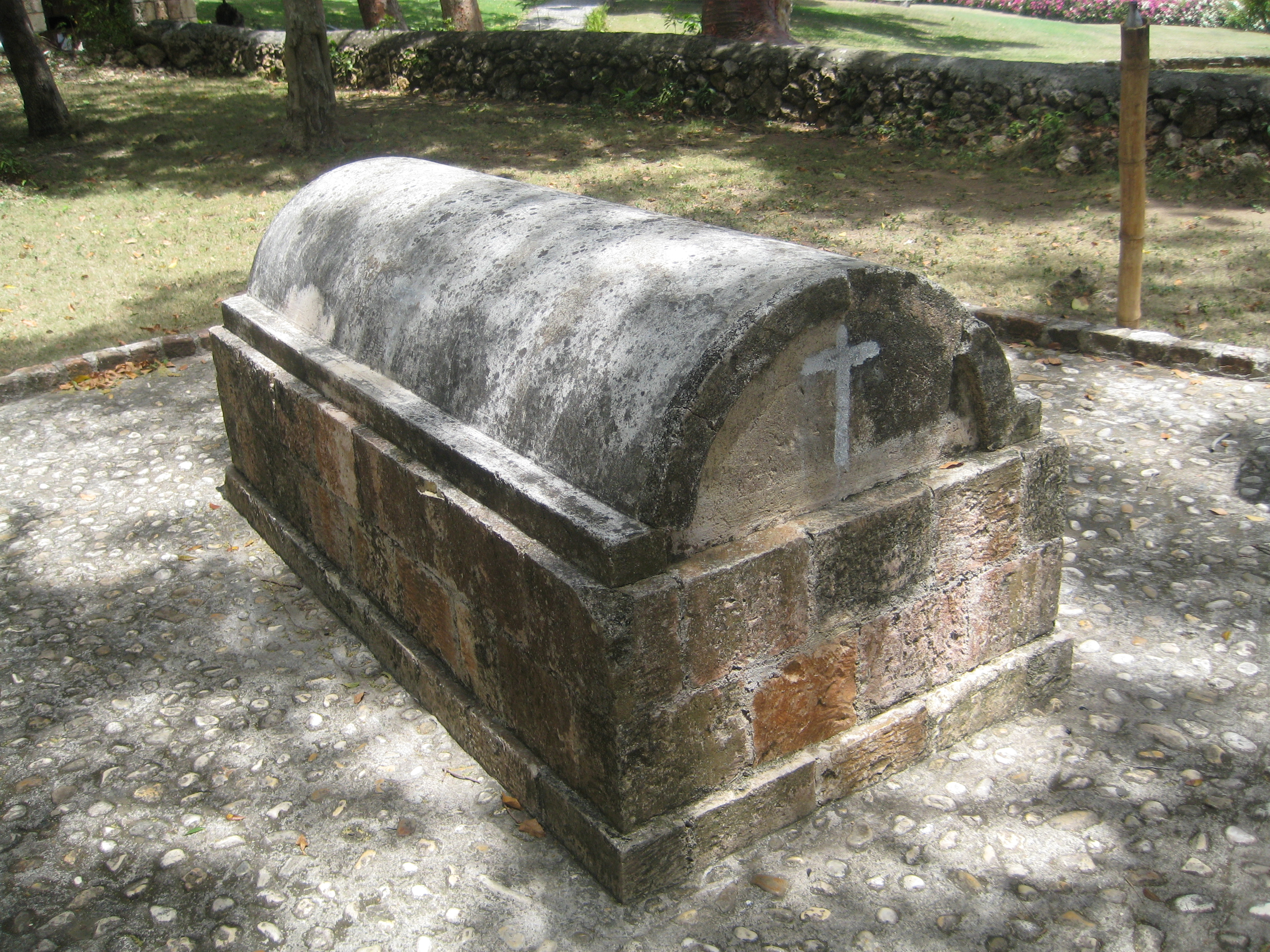
Tomba che si dice essere quella di Annie Palmer a Rose Hall, Giamaica

Secondo la leggenda, una "strega bianca" che uccise i suoi tre mariti chiamata "Annie Palmer" infesterebbe la proprietà. Nel 2007, un'approfondita indagine sulla leggenda è giunta alla conclusione che la storia è completamente inventata..

## Ristrutturazione

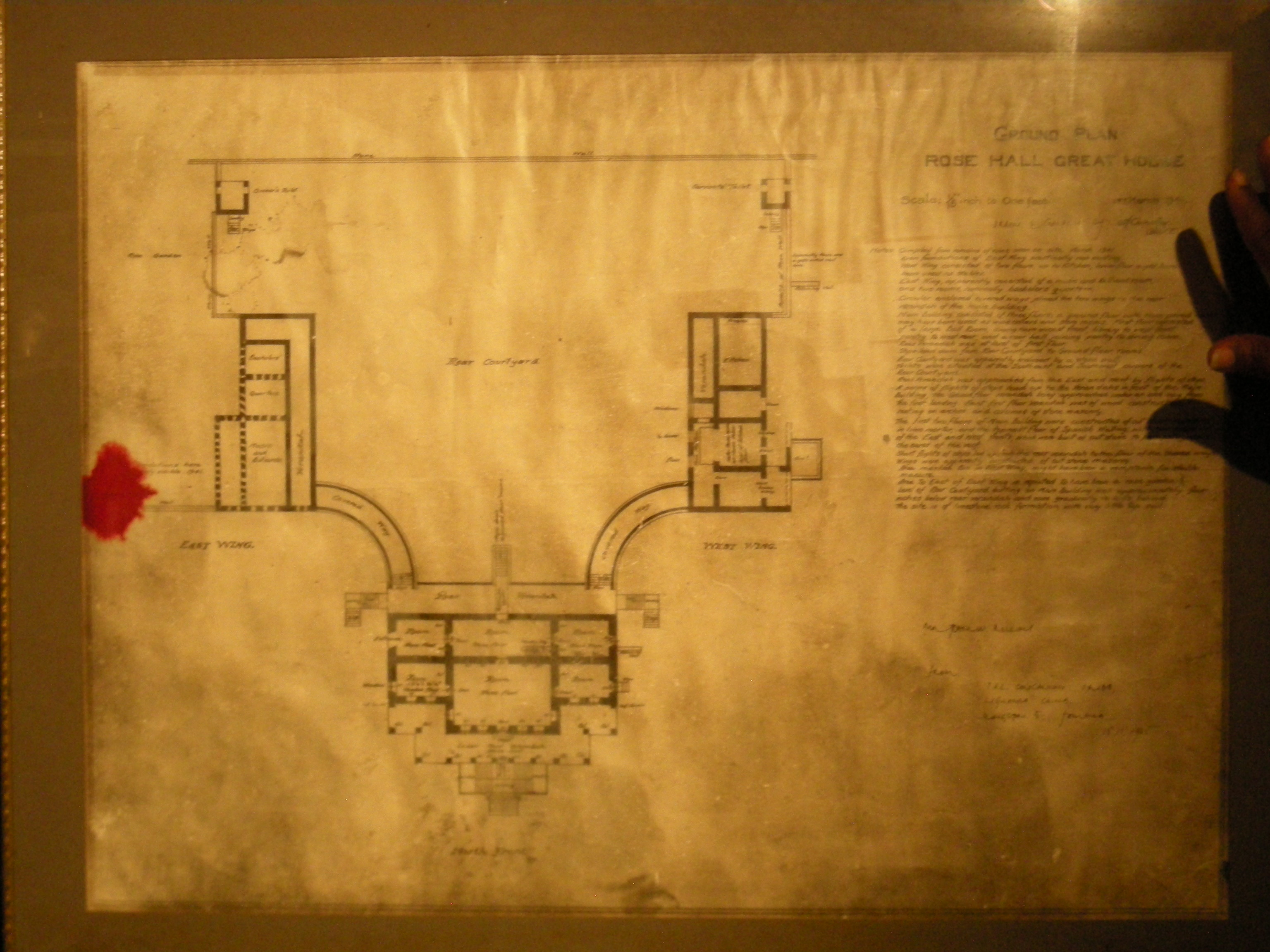
Piantina del piano terra di Rose Hall.

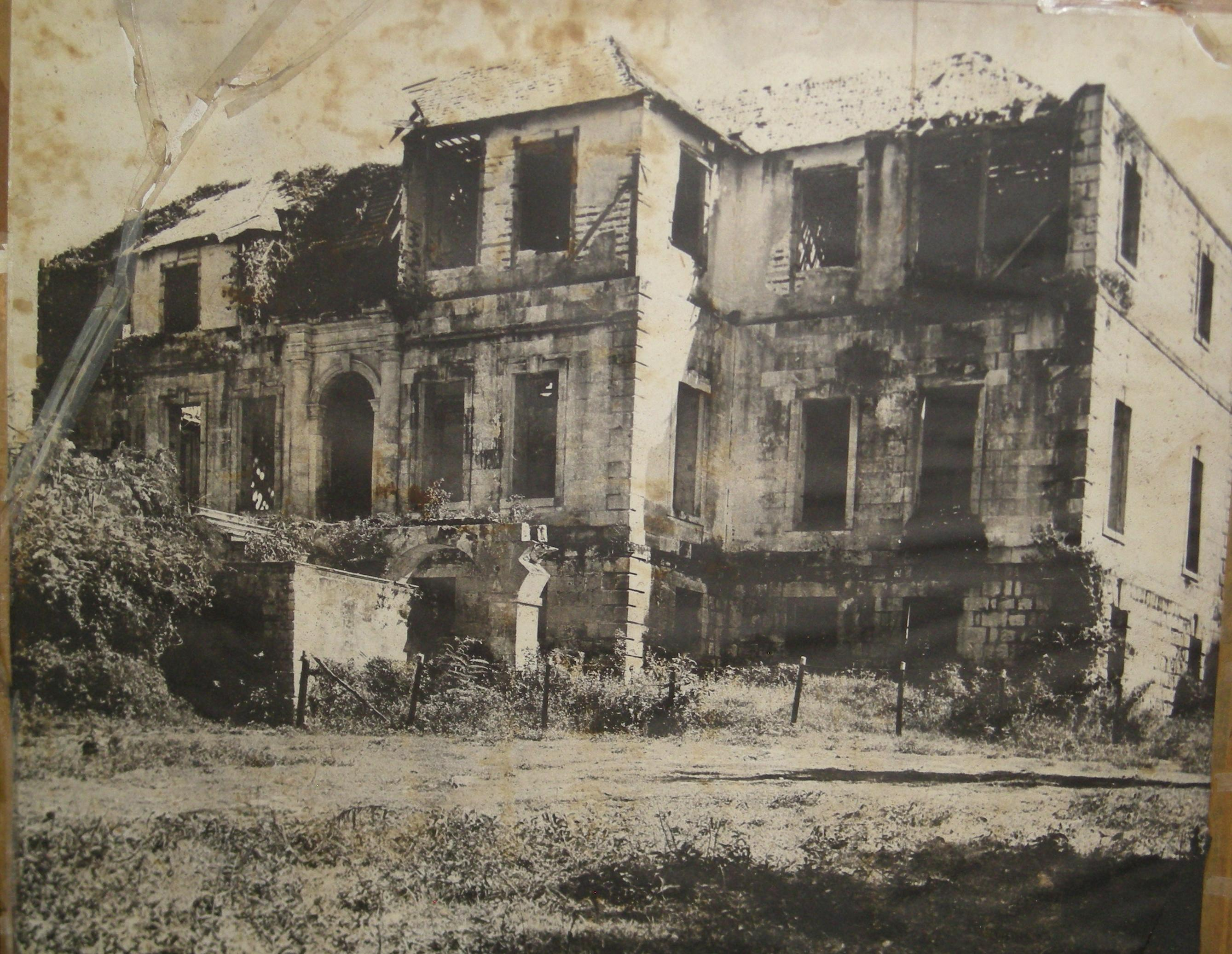
Rose Hall prima della ristrutturazione.

Rose Hall è stata acquistata nel 1977 dall'ex Miss USA Michele Rollins e dal suo marito imprenditore John Rollins.